# Кудрявцев Євген Михайлович
Євге́н Миха́йлович Кудря́вцев (1914, місто Царицин, тепер Волгоград, Російська Федерація — квітень 1988, місто Дрогобич Львівської області) — радянський діяч, директор Стебницького калійного комбінату.

## Життєпис
Народився в родині робітника. Трудову діяльність розпочав у 1930 році слюсарем Воронезького паровозоремонтного заводу імені Дзержинського.
У 1932—1937 роках — студент Північно-Кавказького інституту кольорових металів імені Дзержинського.
У 1937—1940 роках — помічник завідувача гірничих робіт Запокровського рудника Читинської області; завідувач гірничих робіт, головний інженер Запокровсько-Гурулевського рудоуправління Читинської області.
Член ВКП(б) з 1939 року.
У грудні 1940 — червні 1941 року — начальник гірничого цеху Стебницького калійного комбінату Дрогобицької області.
На початку німецько-радянської війни евакуювався до східних районів СРСР. З червня 1941 до 1944 року — начальник проєктно-кошторисного бюро, головний інженер і в.о. директора хімічного заводу Народного комісаріату хімічної промисловості СРСР у місті Грозному.
У 1944—1948 роках — начальник гірничого цеху, головний інженер, заступник директора Стебницького калійного комбінату Дрогобицької області.
У серпні 1948 — січні 1954 року — директор Запокровсько-Гурулевського рудника Читинської області РРФСР.
У січні 1954—1978 роках — директор Стебницького калійного комбінату Дрогобицької (з 1959 року — Львівської) області.
З 1978 року — персональний пенсіонер союзного значення. Помер наприкінці квітня 1988 року.

## Нагороди
- два ордени Леніна
- орден Трудового Червоного Прапора
- медаль «За доблесну працю у Великій Вітчизняній війні 1941—1945 рр.»
- медаль «За трудову доблесть»
- медаль «За трудову відзнаку»
- Почесний хімік СРСР
- значок «Відмінник хімічної промисловості СРСР»